# Tâm thu

Chu kỳ tim tại điểm bắt đầu tâm thu thất, hoặc co lại: 1) máu mới được oxy hóa (mũi tên màu đỏ) ở tâm thất trái bắt đầu đập qua van động mạch chủ để cung cấp tất cả các hệ thống cơ thể; 2) máu bị cạn kiệt oxy (mũi tên màu xanh) ở tâm thất phải bắt đầu đập qua van phổi đi vào phổi để tái tạo oxy hóa.

Sóng điện theo dõi tâm thu (một cơn co thắt) của tim. Điểm cuối của sóng sóng P là sự khởi đầu của giai đoạn tâm nhĩ của tâm thu. Giai đoạn tâm thất thất bắt đầu ở đỉnh R của phức hợp sóng phức hợp QRS; sóng T cho biết kết thúc co thắt tâm thất, sau đó bắt đầu giãn tâm thất (tâm thất thất).

Tâm thu là một phần của chu kỳ tim trong đó một số khoang của cơ tim co lại sau khi đổ máu. Thuật ngữ "systole" trong tiếng Anh bắt nguồn từ tiếng Latin mới qua tiếng Hy Lạp cổ đại sολή (sustolē): từ συστέλλειν (sustellein, "làm co rút") qua [σύν (syn, "cùng nhau") + στέλλειν (stellein, "send"). Việc sử dụng systole, "co rút", rất giống với việc sử dụng thuật ngữ tiếng Anh "co".
Trái tim động vật có vú có bốn khoang: tâm nhĩ trái phía trên tâm thất trái (hồng nhạt hơn, xem đồ họa), hai cái được nối với nhau qua van hai lá (hoặc bicuspid); và tâm nhĩ phải phía trên tâm thất phải (màu lam nhạt hơn), được nối với nhau qua van ba lá. Tâm nhĩ là các buồng tiếp nhận lưu thông máu và tâm thất là các buồng xả.
Khi, trong tâm trương thất muộn, các khoang tâm nhĩ co lại, chúng gửi máu xuống các buồng tâm thất lớn hơn và thấp hơn. Khi dòng chảy bình thường được hoàn thành, các tâm thất được lấp đầy và các van tới tâm nhĩ được đóng lại. Các tâm thất bây giờ thực hiện systole isovolumetrically, đó là co trong khi tất cả các van được đóng lại, kết thúc giai đoạn đầu tiên của tâm thu. Giai đoạn thứ hai tiến hành ngay lập tức, bơm máu oxy từ tâm thất trái qua van động mạch chủ và động mạch chủ đến tất cả các hệ thống cơ thể, và đồng thời bơm máu nghèo oxy từ tâm thất phải qua van pulmonic và động mạch phổi đến phổi. Do đó, các cặp buồng (tâm nhĩ trên và tâm thất dưới) co lại theo trình tự xen kẽ với nhau. Thứ nhất, hai tâm nhĩ đưa máu đồng thời vào tâm thất, trong đó hai, co lại với nhau, sau đó bơm máu ra khỏi tim đến các hệ thống cơ thể, bao gồm cả phổi để tiếp tế oxy.
Systole tim là sự co thắt của cơ tim để đáp ứng với một kích thích điện hóa cho các tế bào của tim (cardiomyocytes).
Lưu lượng tim (CO) là thể tích máu được bơm bởi tâm thất trái trong một phút. Phân số tống máu (EF) là thể tích máu được bơm chia cho tổng lượng máu trong tâm thất trái.